# キム・ユナ

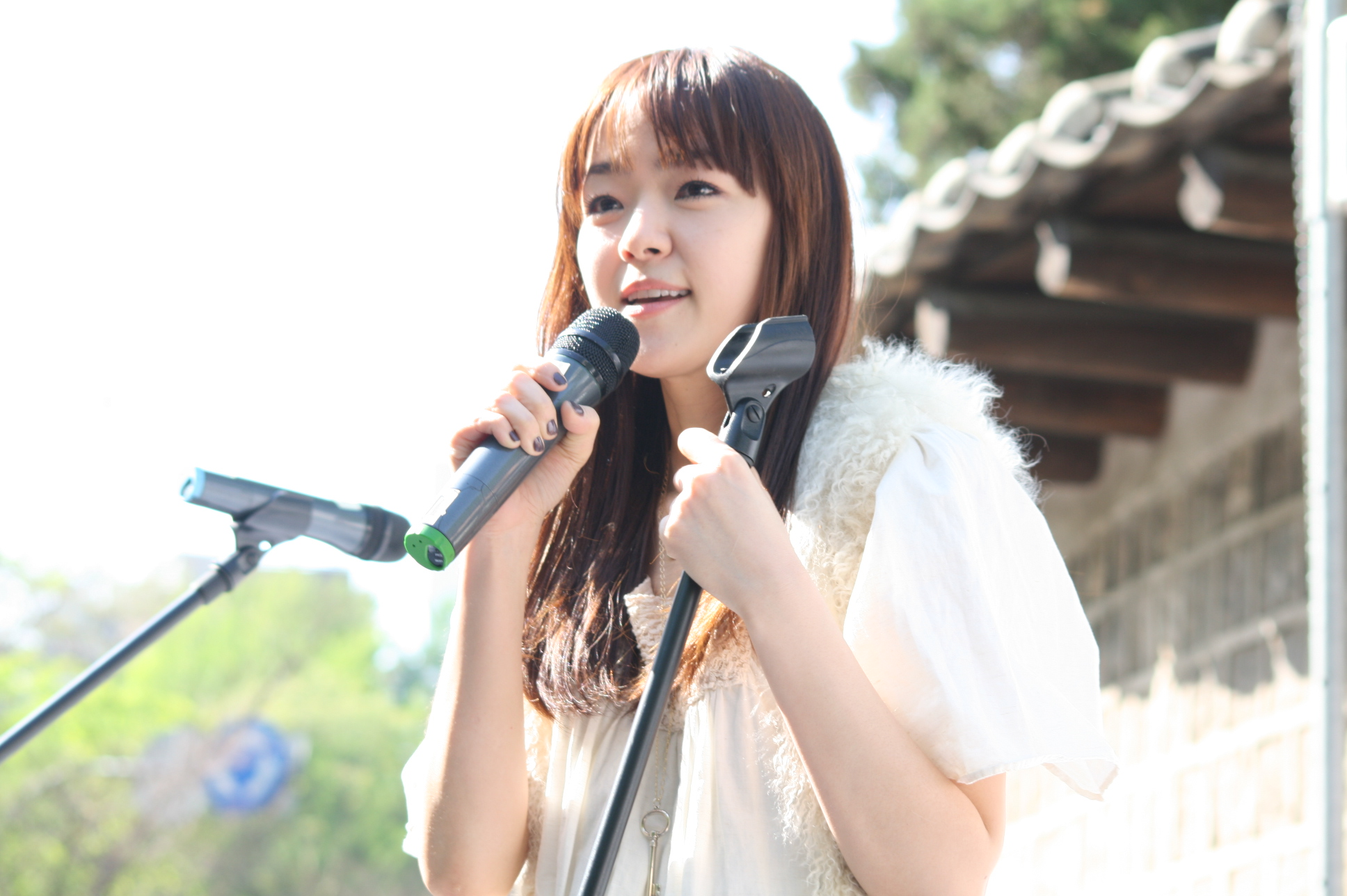
キム・ユナ（2011年撮影、37歳時）

キム・ユナ（金 倫我、1974年3月11日 - ）は、韓国の女性歌手。ロックバンド・紫雨林（ジャウリム）のメインボーカル担当を務める。身長168cm、血液型B型。

## 略歴
誠信女子大学校卒業。紫雨林のボーカルとして知られていたが、ソロ活動を始めてバラード調の曲を歌うようになった。映画『春の日は過ぎゆく』 (2001) のタイトルソングを歌う。2001年11月には一集アルバム「Shadow of Your Smile」を発売。2004年、二集アルバム「琉璃假面」（ユリガミョン）発売。SBSで音楽番組「キム・ユナのミュージック・ウェーブ（김윤아의 뮤직 웨이브）」を担当。2006年6月13日、歯科医師のキム・ヒョンギュと結婚した。

### 紫雨林として
2007年、紫雨林とドランクンタイガーがエイズ予防キャンペーンのテーマソング「Loving Memory」を発表した。

## ディスコグラフィー

### アルバム
- 「Shadow of Your Smile」 (2001)
- 「琉璃假面」（유리가면）(2004)
- 「315360」 (2010)
- 「타인의 고통」（他人の痛み）(2016)
- [官能小說]　(관능소설） (2024)

### サウンドトラック
- 「春の日は過ぎゆく」 (2001)
- 「フリージア」 (2007)

## フィルモグラフィー

### 映画
- 「十三歳 スア」 (2007)
- 「ユゴ 大統領有故」 (2001)
- 「インタビュー」 (2000)

他、テレビ出演多数。

## 人物

### 原発処理水の海洋放出への批判
2023年8月24日、日本政府が福島第一原子力発電所での放射性物質処理水を太平洋へ放流したことについて抗議する意図で、以下のように発言し、論争を招いた。
ブレードランナー＋４年に、映画的ディストピアが現実になり始める
放射能の雨がやまず、光も入らない映画の中のLAの風景
RIP 地球
その後、キム・ユナら紫雨林は2025年2月に日本の東京・渋谷で単独公演を行うことを発表し、崔順実ゲート事件のチョン・ユラから「日本は地獄だと言っていたのに」などと批判を受けた。